# United States Wrestling Association
United States Wrestling Association (Асоціація реслінґу Сполучених Штатів) - американська федерація реслінґу, що нині припинила свою діяльність. Була заснована у 1989 році Джеррі Джареттом. У 1997 році було проведено злиття двох федерацій: АРСШ та Continental Wrestling Association, внаслідок чого утворилася World Class Wrestling Association.

## Відомі реслери
- Льодяна Брила Стів Остін
- Роб Ван Дам
- Кейн
- Андертейкер
- Скеля
- Зеб Кольтер